# Copa Federación de Santa Fe 2014
La Copa Federación 2014 fue la octava edición de esa competición oficial, organizada por la Federación Santafesina de Fútbol, en la que participan equipos representantes de las 19 ligas afiliadas a dicha federación.
Consagró campeón al Club Atlético Correa, club afiliado a la Liga Cañadense de Fútbol, que logró de esta manera su primer título.

## Sistema de disputa
Los 16 equipos participantes disputaron una serie de eliminatorias a ida y vuelta, hasta consagrar al campeón. El torneo estuvo compuesto por cuatro etapas: octavos de final, cuartos de final, semifinales y final. Si una serie finalizó empatada en el global, se definió por penales.

## Equipos participantes
| Liga                                             | Equipo                                        | Ciudad                                | Departamento            |
| ------------------------------------------------ | --------------------------------------------- | ------------------------------------- | ----------------------- |
| Asociación Rosarina de Fútbol Sin equipos        |                                               |                                       |                         |
| Liga Cañadense de Fútbol 1 equipo                | Atlético Correa                               | Correa                                | Iriondo                 |
| Liga Casildense de Fútbol Sin equipos            |                                               |                                       |                         |
| Liga de Fútbol Regional del Sud 1 equipo         | Independiente                                 | Villa Constitución                    | Constitución            |
| Liga Departamental de Fútbol San Martín 1 equipo | Atlético San Jorge                            | San Jorge                             | San Martín              |
| Liga Deportiva del Sur 1 equipo                  | Sportivo Bombal                               | Bombal                                | Constitución            |
| Liga Esperancina de Fútbol 1 equipo              | Unión Progresista                             | San Carlos Sud                        | Las Colonias            |
| Liga Galvense de Fútbol 1 equipo                 | Unión                                         | Bernardo de Irigoyen                  | San Jerónimo            |
| Liga Interprovincial de Fútbol Sin equipos       |                                               |                                       |                         |
| Liga Ocampense de Fútbol 2 equipos               | Tiro Federal Ex Alumnos                       | Las Toscas San Antonio de Obligado    | General Obligado        |
| Liga Rafaelina de Fútbol Sin equipos             |                                               |                                       |                         |
| Liga Reconquistense de Fútbol Sin equipos        |                                               |                                       |                         |
| Liga Regional Ceresina de Fútbol 1 equipo        | San Lorenzo                                   | Tostado                               | Nueve de Julio          |
| Liga Regional Paivense de Fútbol Sin equipos     |                                               |                                       |                         |
| Liga Regional Sanlorencina de Fútbol 2 equipos   | General San Martín Defensores de Villa Felisa | Puerto General San Martín San Lorenzo | San Lorenzo             |
| Liga Regional Totorense de Fútbol 2 equipos      | Belgrano Totoras Juniors                      | Serodino Totoras                      | Iriondo                 |
| Liga Santafesina de Fútbol 2 equipos             | Belgrano Unión                                | Coronda Santa Fe                      | San Jerónimo La Capital |
| Liga Venadense de Fútbol Sin equipos             |                                               |                                       |                         |
| Liga Verense de Fútbol 1 equipo                  | Central San Javier                            | San Javier                            | Vera                    |

## Fase eliminatoria

### Cuadro de desarrollo
|  | Octavos de final             | Octavos de final             | Octavos de final             | Octavos de final             |   |                    | Cuartos de final   | Cuartos de final   | Cuartos de final   | Cuartos de final   |  |                 | Semifinales                 | Semifinales                 | Semifinales                 | Semifinales                 |  |                 | Final           | Final           | Final           | Final           |  |
|  | 25 de enero al 10 de febrero | 25 de enero al 10 de febrero | 25 de enero al 10 de febrero | 25 de enero al 10 de febrero |   |                    | 7 al 23 de febrero | 7 al 23 de febrero | 7 al 23 de febrero | 7 al 23 de febrero |  |                 | 23 de febrero al 2 de marzo | 23 de febrero al 2 de marzo | 23 de febrero al 2 de marzo | 23 de febrero al 2 de marzo |  |                 | 9 y 16 de marzo | 9 y 16 de marzo | 9 y 16 de marzo | 9 y 16 de marzo |  |
|  |                              |                              |                              |                              |   |                    |                    |                    |                    |                    |  |                 |                             |                             |                             |                             |  |                 |                 |                 |                 |                 |  |
|  |                              |                              |                              |                              |   |                    |                    |                    |                    |                    |  |                 |                             |                             |                             |                             |  |                 |                 |                 |                 |                 |  |
|  | Tiro Federal (LT) (p.)       | 0                            | 2                            | 2 (7)                        |   |                    |                    |                    |                    |                    |  |                 |                             |                             |                             |                             |  |                 |                 |                 |                 |                 |  |
|  | Tiro Federal (LT) (p.)       | 0                            | 2                            | 2 (7)                        |   |                    |                    |                    |                    |                    |  |                 |                             |                             |                             |                             |  |                 |                 |                 |                 |                 |  |
|  | San Lorenzo (T)              | 2                            | 0                            | 2 (6)                        |   |                    |                    |                    |                    |                    |  |                 |                             |                             |                             |                             |  |                 |                 |                 |                 |                 |  |
|  | San Lorenzo (T)              | 2                            | 0                            | 2 (6)                        |   | Tiro Federal (LT)  | 0                  | 1                  | 1                  |                    |  |                 |                             |                             |                             |                             |  |                 |                 |                 |                 |                 |  |
|  |                              |                              |                              |                              |   | Tiro Federal (LT)  | 0                  | 1                  | 1                  |                    |  |                 |                             |                             |                             |                             |  |                 |                 |                 |                 |                 |  |
|  |                              |                              | Central San Javier           | 1                            | 3 | 4                  |                    |                    |                    |                    |  |                 |                             |                             |                             |                             |  |                 |                 |                 |                 |                 |  |
|  | Central San Javier           | 2                            | Central San Javier           | 1                            | 3 | 4                  | 4                  | 6                  |                    |                    |  |                 |                             |                             |                             |                             |  |                 |                 |                 |                 |                 |  |
|  | Central San Javier           | 2                            |                              |                              |   |                    |                    |                    |                    |                    |  |                 |                             |                             |                             |                             |  |                 |                 |                 |                 |                 |  |
|  | Ex Alumnos (SAO)             | 1                            | 4                            | 5                            |   |                    |                    |                    |                    |                    |  |                 |                             |                             |                             |                             |  |                 |                 |                 |                 |                 |  |
|  | Ex Alumnos (SAO)             | 1                            | 4                            | 5                            |   |                    |                    |                    |                    |                    |  | Unión (SF)      | 4                           | 3                           | 7                           |                             |  |                 |                 |                 |                 |                 |  |
|  |                              |                              |                              |                              |   |                    |                    |                    |                    |                    |  | Unión (SF)      | 4                           | 3                           | 7                           |                             |  |                 |                 |                 |                 |                 |  |
|  |                              |                              | Central San Javier           | 2                            | 1 | 3                  |                    |                    |                    |                    |  |                 |                             |                             |                             |                             |  |                 |                 |                 |                 |                 |  |
|  | Unión Progresista            | 0                            | Central San Javier           | 2                            | 1 | 3                  | 1                  | 1                  |                    |                    |  |                 |                             |                             |                             |                             |  |                 |                 |                 |                 |                 |  |
|  | Unión Progresista            | 0                            |                              |                              |   |                    |                    |                    |                    |                    |  |                 |                             |                             |                             |                             |  |                 |                 |                 |                 |                 |  |
|  | Unión (SF)                   | 3                            | 0                            | 3                            |   |                    |                    |                    |                    |                    |  |                 |                             |                             |                             |                             |  |                 |                 |                 |                 |                 |  |
|  | Unión (SF)                   | 3                            | 0                            | 3                            |   | Belgrano (Coronda) | 2                  | 3                  | 5                  |                    |  |                 |                             |                             |                             |                             |  |                 |                 |                 |                 |                 |  |
|  |                              |                              |                              |                              |   | Belgrano (Coronda) | 2                  | 3                  | 5                  |                    |  |                 |                             |                             |                             |                             |  |                 |                 |                 |                 |                 |  |
|  |                              |                              | Unión (SF)                   | 1                            | 5 | 6                  |                    |                    |                    |                    |  |                 |                             |                             |                             |                             |  |                 |                 |                 |                 |                 |  |
|  | Belgrano (Coronda)           | 2                            | Unión (SF)                   | 1                            | 5 | 6                  | 2                  | 4                  |                    |                    |  |                 |                             |                             |                             |                             |  |                 |                 |                 |                 |                 |  |
|  | Belgrano (Coronda)           | 2                            |                              |                              |   |                    |                    |                    |                    |                    |  |                 |                             |                             |                             |                             |  |                 |                 |                 |                 |                 |  |
|  | Unión (BdI)                  | 2                            | 0                            | 2                            |   |                    |                    |                    |                    |                    |  |                 |                             |                             |                             |                             |  |                 |                 |                 |                 |                 |  |
|  | Unión (BdI)                  | 2                            | 0                            | 2                            |   |                    |                    |                    |                    |                    |  |                 |                             |                             |                             |                             |  | Atlético Correa | 0               | 2               | 2               |                 |  |
|  |                              |                              |                              |                              |   |                    |                    |                    |                    |                    |  |                 |                             |                             |                             |                             |  | Atlético Correa | 0               | 2               | 2               |                 |  |
|  |                              |                              | Unión (SF)                   | 0                            | 0 | 0                  |                    |                    |                    |                    |  |                 |                             |                             |                             |                             |  |                 |                 |                 |                 |                 |  |
|  | Totoras Juniors              | 1                            | Unión (SF)                   | 0                            | 0 | 0                  | 1                  | 2                  |                    |                    |  |                 |                             |                             |                             |                             |  |                 |                 |                 |                 |                 |  |
|  | Totoras Juniors              | 1                            |                              |                              |   |                    |                    |                    |                    |                    |  |                 |                             |                             |                             |                             |  |                 |                 |                 |                 |                 |  |
|  | Atlético Correa              | 3                            | 1                            | 4                            |   |                    |                    |                    |                    |                    |  |                 |                             |                             |                             |                             |  |                 |                 |                 |                 |                 |  |
|  | Atlético Correa              | 3                            | 1                            | 4                            |   | Atlético Correa    | 0                  | 5                  | 5                  |                    |  |                 |                             |                             |                             |                             |  |                 |                 |                 |                 |                 |  |
|  |                              |                              |                              |                              |   | Atlético Correa    | 0                  | 5                  | 5                  |                    |  |                 |                             |                             |                             |                             |  |                 |                 |                 |                 |                 |  |
|  |                              |                              | Atlético San Jorge           | 0                            | 0 | 0                  |                    |                    |                    |                    |  |                 |                             |                             |                             |                             |  |                 |                 |                 |                 |                 |  |
|  | Atlético San Jorge           | 2                            | Atlético San Jorge           | 0                            | 0 | 0                  | 3                  | 5                  |                    |                    |  |                 |                             |                             |                             |                             |  |                 |                 |                 |                 |                 |  |
|  | Atlético San Jorge           | 2                            |                              |                              |   |                    |                    |                    |                    |                    |  |                 |                             |                             |                             |                             |  |                 |                 |                 |                 |                 |  |
|  | Belgrano (Serodino)          | 1                            | 2                            | 3                            |   |                    |                    |                    |                    |                    |  |                 |                             |                             |                             |                             |  |                 |                 |                 |                 |                 |  |
|  | Belgrano (Serodino)          | 1                            | 2                            | 3                            |   |                    |                    |                    |                    |                    |  | Atlético Correa | 2                           | 4                           | 6                           |                             |  |                 |                 |                 |                 |                 |  |
|  |                              |                              |                              |                              |   |                    |                    |                    |                    |                    |  | Atlético Correa | 2                           | 4                           | 6                           |                             |  |                 |                 |                 |                 |                 |  |
|  |                              |                              | Sportivo Bombal              | 2                            | 2 | 4                  |                    |                    |                    |                    |  |                 |                             |                             |                             |                             |  |                 |                 |                 |                 |                 |  |
|  | Sportivo Bombal              | 1                            | Sportivo Bombal              | 2                            | 2 | 4                  | 5                  | 6                  |                    |                    |  |                 |                             |                             |                             |                             |  |                 |                 |                 |                 |                 |  |
|  | Sportivo Bombal              | 1                            |                              |                              |   |                    |                    |                    |                    |                    |  |                 |                             |                             |                             |                             |  |                 |                 |                 |                 |                 |  |
|  | Defensores de Villa Felisa   | 1                            | 2                            | 3                            |   |                    |                    |                    |                    |                    |  |                 |                             |                             |                             |                             |  |                 |                 |                 |                 |                 |  |
|  | Defensores de Villa Felisa   | 1                            | 2                            | 3                            |   | Sportivo Bombal    | 1                  | 2                  | 3                  |                    |  |                 |                             |                             |                             |                             |  |                 |                 |                 |                 |                 |  |
|  |                              |                              |                              |                              |   | Sportivo Bombal    | 1                  | 2                  | 3                  |                    |  |                 |                             |                             |                             |                             |  |                 |                 |                 |                 |                 |  |
|  |                              |                              | Independiente (VC)           | 1                            | 1 | 2                  |                    |                    |                    |                    |  |                 |                             |                             |                             |                             |  |                 |                 |                 |                 |                 |  |
|  | Independiente (VC)           | 2                            | Independiente (VC)           | 1                            | 1 | 2                  | 3                  | 5                  |                    |                    |  |                 |                             |                             |                             |                             |  |                 |                 |                 |                 |                 |  |
|  | Independiente (VC)           | 2                            |                              |                              |   |                    |                    |                    |                    |                    |  |                 |                             |                             |                             |                             |  |                 |                 |                 |                 |                 |  |
|  | General San Martín (PGSM)    | 1                            | 1                            | 2                            |   |                    |                    |                    |                    |                    |  |                 |                             |                             |                             |                             |  |                 |                 |                 |                 |                 |  |
|  | General San Martín (PGSM)    | 1                            | 1                            | 2                            |   |                    |                    |                    |                    |                    |  |                 |                             |                             |                             |                             |  |                 |                 |                 |                 |                 |  |
|  |                              |                              |                              |                              |   |                    |                    |                    |                    |                    |  |                 |                             |                             |                             |                             |  |                 |                 |                 |                 |                 |  |

- Nota: En cada llave, el equipo que ocupa la primera línea es el que define la serie como local.

### Octavos de final
| Fechas                      | Local en la ida               | Global       | Local en la vuelta        | Ida | Vuelta |
| --------------------------- | ----------------------------- | ------------ | ------------------------- | --- | ------ |
| 26 de enero y 2 de febrero  | San Lorenzo (Tostado)         | 2:2 (6:7 p.) | Tiro Federal (Las Toscas) | 2:0 | 0:2    |
| 25 de enero y 2 de febrero  | Ex Alumnos (S.A. de Obligado) | 5:6          | Central San Javier        | 1:2 | 4:4    |
| 30 de enero y 2 de febrero  | Unión (Santa Fe)              | 3:1          | Unión Progresista         | 3:0 | 0:1    |
| 26 de enero y 2 de febrero  | Unión (Bernardo de Irigoyen)  | 2:4          | Belgrano (Coronda)        | 2:2 | 0:2    |
| 26 de enero y 2 de febrero  | Atlético Correa               | 4:2          | Totoras Juniors           | 3:1 | 1:1    |
| 26 de enero y 2 de febrero  | Belgrano (Serodino)           | 3:5          | Atlético San Jorge        | 1:2 | 2:3    |
| 26 de enero y 10 de febrero | Defensores de Villa Felisa    | 3:6          | Sportivo Bombal           | 1:1 | 2:5    |
| 26 de enero y 2 de febrero  | General San Martín (PGSM)     | 2:5          | Independiente (VC)        | 1:2 | 1:3    |

### Cuartos de final
| Fechas             | Local en la ida    | Global | Local en la vuelta        | Ida | Vuelta |
| ------------------ | ------------------ | ------ | ------------------------- | --- | ------ |
| 9 y 16 de febrero  | Central San Javier | 4:1    | Tiro Federal (Las Toscas) | 1:0 | 3:1    |
| 9 y 15 de febrero  | Unión (Santa Fe)   | 6:5    | Belgrano (Coronda)        | 1:2 | 5:3    |
| 7 y 16 de febrero  | Atlético San Jorge | 0:5    | Atlético Correa           | 0:0 | 0:5    |
| 16 y 23 de febrero | Independiente (VC) | 2:3    | Sportivo Bombal           | 1:1 | 1:2    |

### Semifinales
| Fechas                     | Local en la ida    | Global | Local en la vuelta | Ida | Vuelta |
| -------------------------- | ------------------ | ------ | ------------------ | --- | ------ |
| 23 de febrero y 1 de marzo | Central San Javier | 3:7    | Unión (Santa Fe)   | 2:4 | 1:3    |
| 26 de febrero y 2 de marzo | Sportivo Bombal    | 4:6    | Atlético Correa    | 2:2 | 2:4    |

### Final
| Fechas          | Local en la ida  | Global | Local en la vuelta | Ida | Vuelta |
| --------------- | ---------------- | ------ | ------------------ | --- | ------ |
| 9 y 16 de marzo | Unión (Santa Fe) | 0:2    | Atlético Correa    | 0:0 | 0:2    |

|                                     |
|                                     |
| Campeón Atlético Correa 1.er título |